# Longitarsus tishechkini
Longitarsus tishechkini is een keversoort uit de familie bladkevers (Chrysomelidae). De wetenschappelijke naam van de soort werd in 2000 gepubliceerd door Konstantinov in Konstantinov & Lopatin.